# Randidrilus westheidei
Randidrilus westheidei är en ringmaskart som först beskrevs av Kossmagk-Stephan 1983.  Randidrilus westheidei ingår i släktet Randidrilus och familjen småringmaskar. Arten har ej påträffats i Sverige. Inga underarter finns listade i Catalogue of Life.